# Duško Ivanović
Duško Ivanović (Bijelo Polje, Sandžak, República Federal Popular de Yugoslavia, 1 de septiembre de 1957) es un exjugador, y entrenador de baloncesto montenegrino. Con 1,96 metros de altura, jugaba en la posición de alero. Como jugador lo ganó todo en su etapa en Yugoslavia, y como entrenador ha ganado ligas en Italia, Suiza, Francia y España.

## Trayectoria

### Jugador
Destacó como jugador de la Jugoplastika de Split que conquistó dos Copas de Europa a finales de los años 80, y en la selección de baloncesto de Yugoslavia.
Luego pasó por España (Valvi Girona), Francia (CSP Limoges), para finalmente retirarse en el Fribourg Olympic suizo, donde su último año alternó su puesto con el de entrenador.

### Entrenador
Al completar su retirada como jugador, inició su carrera como entrenador en Suiza. 
Tras una temporada en el CSP Limoges francés, recaló en el Tau Cerámica Baskonia, con el que ganó una Liga ACB, dos Copas del Rey y llegó a disputar la final de la Euroliga. 
Tras cinco temporadas en el club vitoriano fichó por el FC Barcelona en verano de 2005, siendo destituido de su cargo el 14 de febrero de 2008 debido a unas declaraciones en que dudaba de la calidad de su plantilla.
En junio de 2008 fichó por el Tau Cerámica, equipo en el que estuvo hasta noviembre de 2012.
En enero de 2014 fue nombrado seleccionador de Bosnia y en junio del mismo año firmó un contrato de dos temporadas con el Panathinaikos B.C. griego (compaginando club y selección).
Antes de finalizar el primer año fue destituido tras una derrota en casa ante el Olympiacos B.C. por 66 a 77.
En marzo de 2016 fue contratado por el BK Jimki ruso, club en el que permaneció hasta junio de 2017. 
Posteriormente, en agosto de 2018, firmó por un año por el Beşiktaş J.K. turco, dejando el club en diciembre de 2019 para entrenar de nuevo al Saski Baskonia en la que es su tercera etapa en el club vasco. Vuelve a ganar la ACB con el Baskonia el 30 de junio de 2020.
El 15 de noviembre de 2021, finaliza su vinculación como el entrenador del primer equipo del Saski Baskonia de la Liga Endesa tras dos temporadas debido a los malos resultados del comienzo de la temporada 2021-22, siendo sustituido por Neven Spahija.
El 14 de noviembre de 2022, firma como entrenador del Estrella Roja de Belgrado de la ABA Liga.
El 30 de octubre de 2023, firma como entrenador del Baskonia de la Liga ACB. Tras una temporada, en junio de 2024, es destituido.
En diciembre de 2024 se hace oficial su incorporación al banquillo de la Virtus Bolonia de la Serie A italiana.

## Distinciones individuales
- Nombrado “Entrenador del Año” de la temporada 2000-01 por la Asociación Española de Entrenadores de Baloncesto (AEEB)
- Nombrado Mejor Entrenador de la temporada 2001-02 por la revista "Gigantes del Basket".
- Entrenador del Equipo Norte en el ACB All Star de Alicante-2003.
- Nombrado Mejor Entrenador de la ACB en la temporada 2008-09 por la Asociación Española de Entrenadores de Baloncesto (AEEB) y la ACB
- Nombrado Mejor entrenador de la de la LNB Pro A en la temporada 1999-00